# 福賽斯 (伊利諾伊州)
福賽斯（英語：Forsyth）是位於美國伊利諾伊州梅肯縣的一個村落。

## 地理
福賽斯的座標為39°55′36″N 88°57′36″W / 39.92667°N 88.96000°W，而該地最高點為海拔高度206米（即676英尺）。

## 人口
根據2010年美國人口普查的數據，福賽斯的面積為8.05平方千米，當中陸地面積為8.05平方千米，而水域面積為0.00平方千米。當地共有人口3490人，而人口密度為每平方千米433人。